# 엘렌집박쥐
엘렌집박쥐(Pipistrellus inexspectatus)는 애기박쥐과에 속하는 박쥐의 일종이다. 베넹과 카메룬, 가나, 나이지리아, 시에라리온에서 서식하는 것으로 추정된다. 건조 사바나와 습윤 사바나 지역에서 산다.

## 특징
작은 박쥐로 전체 몸길이가 83mm이고 전완장은 31~33mm, 꼬리 길이는 30~33mm이다. 발 길이는 6mm, 귀 길이는 10~13mm, 몸무게는 최대 4g이다. 등 쪽 털은 밝고 불그스레한 갈색부터 짙은 갈색까지 다양하지만 배 쪽은 불그스레한 크림색을 띤다. 귀는 갈색이고 비교적 짧으며 끝이 둥글다.

## 생태
먹이는 곤충이다. 우간다에서 9월에 임신한 암컷이 포획된다.

## 분포 및 서식지
시에라리온과 가나, 베냉 북동부, 나이지리아 북서부, 카메룬 북부 지역에 널리 분포한다. 우간다와 케냐, 콩고 민주 공화국에서 포획되기도 한다. 사바나 지역이 섞인 삼림지대와 열대 우림 지역에서 서식한다.